# Isoetes caroliniana
Isoetes caroliniana là một loài dương xỉ trong họ Isoetaceae. Loài này được A.A. Eaton Luebke mô tả khoa học đầu tiên năm 1992.